# Louvenn
Louvenn est une série de bande dessinée de science-fiction écologique franco-belge créée par l'auteur Chris Lamquet en 1978 pour le magazine belge Tremplin, puis, deux ans plus tard, pour le magazine Spirou.
Cette série n'a jamais été publiée en album.

## Synopsis
Au XXIe siècle, précisément en 2035, Louvenn est un soldat et un baroudeur défenseur civil des opprimés dans les pays nordiques.

## Personnages
- Louvenn est un soldat de vingt-trois ans, appartenant à la cinquième escadrille de l'Unité de Défense Internationale (UDI). Sous l'apparence d'un simple baroudeur et défenseur des opprimés, il maîtrise des dons comme la télépathie ou la psychokinésie.
- Kanou ou Kanounka de son prénom, est une jeune Scandinave habitant dans la zone écologiste, jadis victime d'un carnage gratuit.
- Nuage est un des habitants de la zone écologiste, témoin de l'horrible carnage.

## Histoire éditoriale
Chris Lamquet qui collabore avec le studio d'Édouard Aidans depuis 1974  réalise, en 1978, son premier projet, une aventure de science-fiction écologique ayant pour titre et héros Louvenn. Ce personnage apparaît durant deux ans dans les pages "à suivre" de Tremplin, un magazine belge destiné aux élèves de primaire créé par la maison d'Éditions Averbode.
En 1980, Chris Lamquet rejoint la maison des éditions Dupuis chez qui il poursuit les aventures de Louvenn dans le journal de Spirou. C'est le 2 octobre 1980, dans les pages "à suivre" du magazine no 2216 que sont publiées les premières planches d'une histoire intitulée Les Irradiés de Lidmund. C'est l'histoire du massacre d'une communauté hippie commis par l'armée pour s'emparer des gisements d'uranium de leur village. L'histoire se prolonge durant 17 semaines. Le 22 janvier 1981, l'histoire s'achève par la fin du premier chapitre, comme indiqué sur la dernière planche. Mais le second chapitre ne verra jamais le jour.
Le 16 septembre 1982, le personnage revient dans le troisième Spirou album + de 1982, dans une nouvelle histoire complète de seize planches : Les Fous d’hiver.

## Publications

### Revues

#### Tremplin
Louvenn apparaît sur les pages d'"à suivre" dans le magazine belge Tremplin en 1978 pendant deux ans.

#### Spirou
Les lecteurs découvrent Les Irradiés de Lidmund sur les pages de Spirou no 2216 du 2 octobre 1980, dix-sept semaines durant. Le 16 septembre 1982 paraît le hors-série Spirou album +3 de 148 pages dans lequel se trouve un récit complet de seize planches, ayant pour titre Les Fous d’hiver.